# Table de Jugurtha
Pour les articles homonymes, voir Jugurtha (homonymie).
La Table de Jugurtha (arabe : مائدة يوغرطة) est une montagne du Nord-Ouest de la Tunisie, sur le territoire de la municipalité de Kalaat Senan (gouvernorat du Kef), constituée d'une mesa s'élevant à 600 mètres au-dessus de la plaine environnante, culminant à 1 271 mètres d'altitude et s'étendant sur plus de 80 hectares. Son classement sur la liste du patrimoine mondial de l'Unesco est proposé par le ministère tunisien des Affaires culturelles en 2017.

## Géographie

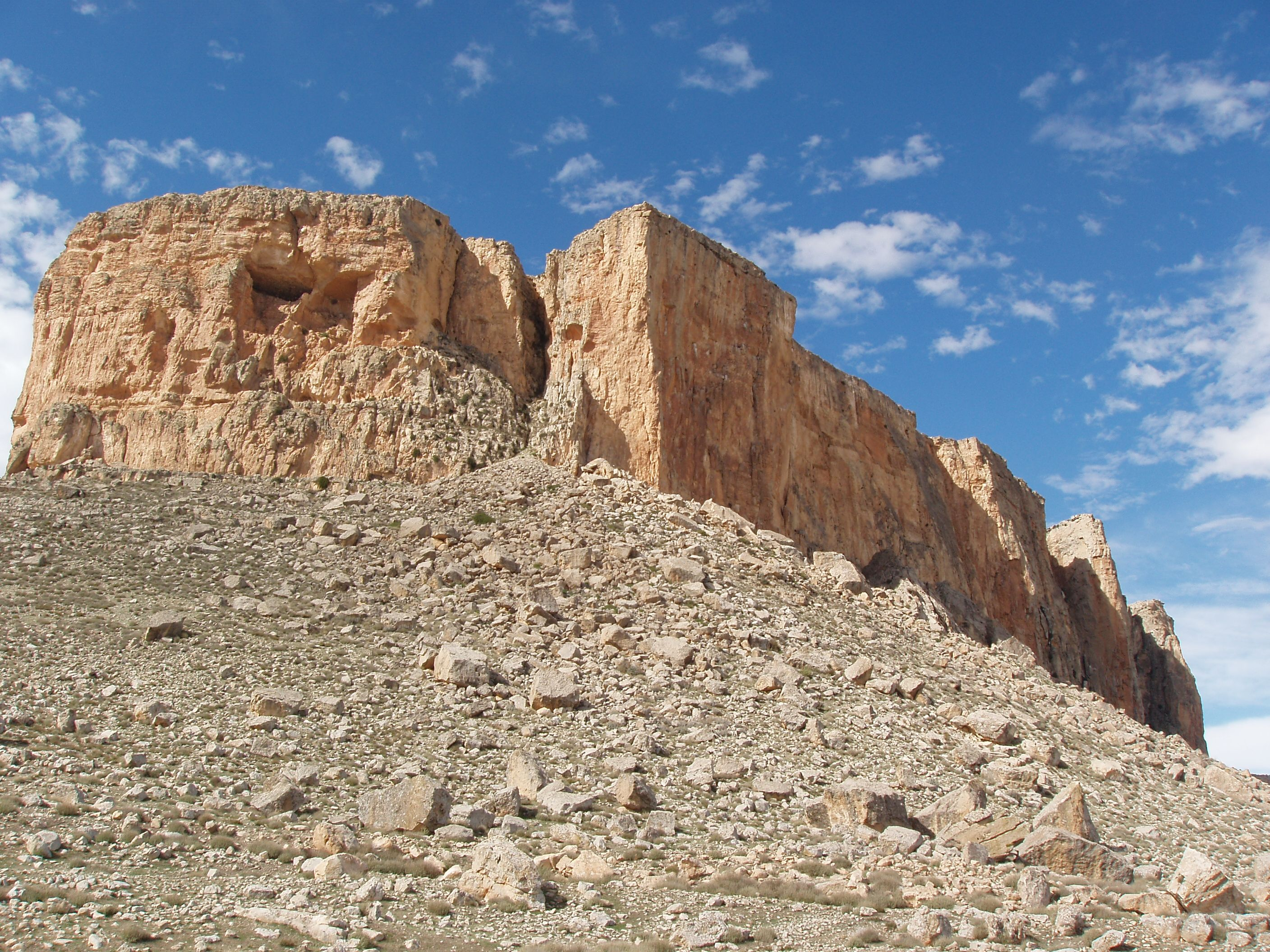
Détail des falaises de la Table de Jugurtha.

Assez proche de la frontière tuniso-algérienne, ce rocher domine par sa masse et par son altitude (1 271 m) les hautes terres environnantes. Ses falaises calcaires décrivent un relief montagneux d'une forme quasi ovale de quatre kilomètres de pourtour couvrant une superficie de 80 hectares. On y accède uniquement par le nord où un talus réduit l’aplomb de moitié. À partir de là, on utilise pour monter un escalier de 136 marches défendu par une tour peu avant son sommet avant de déboucher directement sur la mesa appelée menaa (refuge).
C’est un immense plateau de pierre sans végétation. On y trouve une mosquée placée sous la protection de Sidi Abdel Jaoued. Cette mosquée abrite dans sa cour le tombeau de Brahim Ben Bou Aziz, ancien caïd des Hanencha, deux de ses nièces avaient épousé des membres des deux familles qui convoitaient le pouvoir à Tunis, les Husseinites et les Pachias. Une avait épousé Ali II Bey, l'autre Younes Bey, fils ainé d'Ali Ier Pacha.
Un peu plus loin, des citernes creusées dans le sol pierreux ont permis d’assurer le ravitaillement en eau des habitants. Au nombre d’une dizaine, leur largeur varie entre trois et quatre mètres.
Recouverte d’une lourde dalle calcaire de cinquante mètres d’épaisseur, la Table de Jugurtha est soumise à un lent processus d’érosion accentué par les périodes d’enneigement. Cette érosion dégrade la roche et y crée des fractures provoquant le décollement d’importants blocs de calcaire.

## Histoire
Le site présente toujours des vestiges d’occupation humaine de différentes époques, principalement médiévaux. On y trouve des indices d'une cité primitive[Quand ?] avec des restes d'habitations, des greniers, des fortifications et des cavités creusées dans la roche pour retenir, jadis, les eaux pluviales[réf. nécessaire].
Des escargotières, des dolmens, des haouanet, des stèles libyques et des vestiges de structures dont l'origine pourrait être protohistorique sont présents. Ils traduisent des pratiques cultuelles et culturelles par un ancien groupe humain.
Selon des études menées par des missions archéologiques franco-tunisiennes, reprenant les hypothèses d'André Berthier sur la géographie de l'Afrique du nord antique, la Table de Jugurtha correspondrait au récit de Salluste décrivant le champ de bataille qui a opposé le royaume numide aux Romains en 107 av. J.-C.. Cette interprétation est cependant hypothétique. Durant le Moyen Âge, le site sert tantôt de forteresse pour contrôler la région, tantôt de refuge pour les populations indigènes, dans le cadre des luttes pour le contrôle de l'Ifriqiya. La région environnante et ses plaines connaissent de nombreuses batailles entre envahisseurs, rebelles et maîtres du pays, sans que l'articulation entre la plaine de Bulla et la Table de Jugurtha soit claire sur le plan stratégique et militaire.
En 533, la plaine voisine de Bulla sert ainsi de refuge au dernier roi vandale Gélimer pourchassé par les Byzantins. Trois ans plus tard, elle sert de lieu de regroupement de l’armée rebelle de Stotzas qui s’oppose au patrice Solomon . En 686, à nouveau, les tribus berbères trouvent refuge dans la plaine voisine de Mermagenna après la mort du roi Koceïla.
Pendant le Xe siècle et le XIe siècle, la plaine est un refuge pour les premiers Fatimides puis pour les Zirides. En 1283, l’émir hafside de Béjaïa, Abû Faris, y est tué par l’usurpateur Ibn Abi-Umara pendant que les survivants de la bataille trouvent refuge sur la montagne. En 1352, l’émir hafside Abû Ishâq Ibrâhîm al-Mustansir y est vaincu par des rebelles.
En 1644, Hammouda Pacha Bey vainc le cheikh des Hanencha, qui disposaient d'un refuge sur le plateau. En 1694, Hussein ben Ali, soupçonné de trahison par les Mouradites, s’y réfugie avant de devenir maître de la régence de Tunis.
Au XVIIIe siècle, la Table aurait servi de refuge au brigand Senane, d’où le nom de la ville actuelle de Kalaat Senan (« fort de Senan »). Au XXe siècle, les Français y établissent une mine, désormais abandonnée.
En août 2017, le ministère tunisien des Affaires culturelles entame les premières démarches pour inscrire la Table de Jugurtha sur la liste du patrimoine mondial de l'Unesco,. Le dossier de candidature est officiellement remis le 28 septembre 2017 au siège parisien de l’organisme par le ministre Mohamed Zine El Abidine. Le projet d’ouverture d’un musée consacré au site dans l’enceinte de l’ancien palais présidentiel de Habib Bourguiba est annoncé. Il est également prévu de fournir dans l'année qui suit un second dossier axé sur la valorisation et l’aménagement du lieu.

## Toponymie

### Baptême
C’est en 1896 qu’un géographe militaire chargé de cartographier la région, le capitaine de Vauvineux, baptise la montagne de ce nom en citant des légendes locales, recueillies auprès des habitants,. Si le nom emprunte au prestige du souverain de l'Antiquité, Jugurtha, il n'est cependant pas démontré que cette table ait en effet été le lieu d'une bataille avec l'armée ou de résidence de ce roi. Charles de Monchicourt, dans sa thèse rédigée en 1913, confirme l’appellation du site.

### Hypothèses d'identification au «fortin de la Mulucha» de Salluste

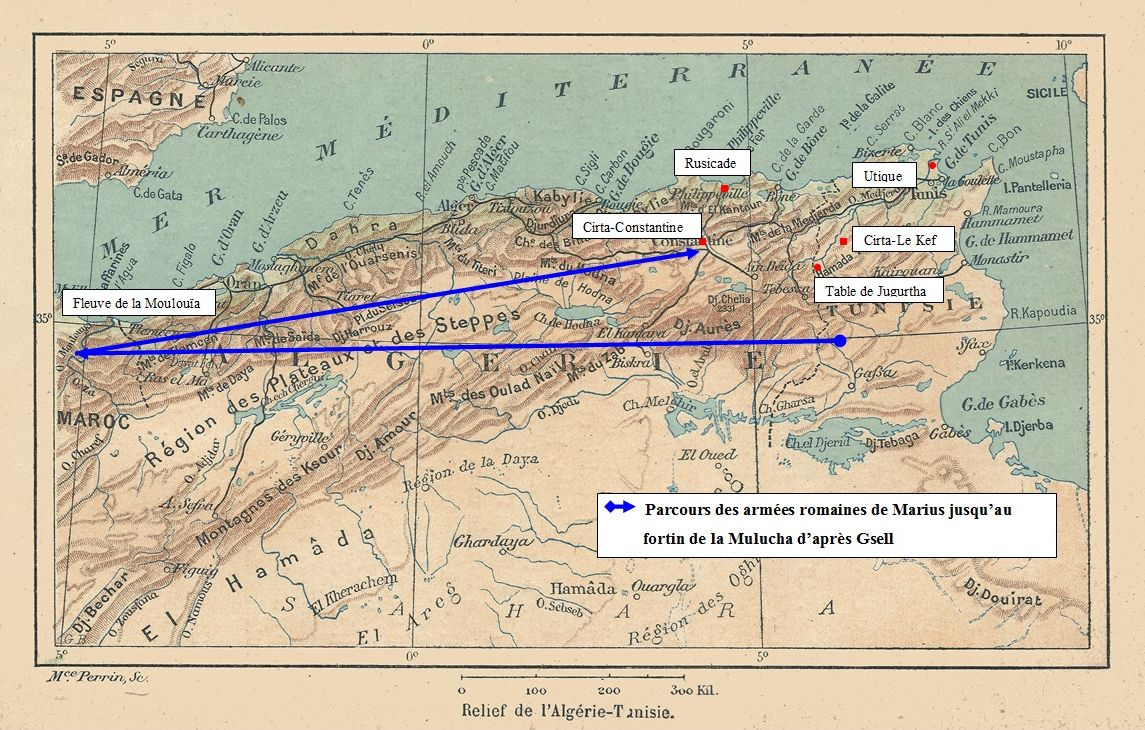
Parcours des armées romaines jusqu’au fortin de la Mulucha d’après Gsell.

Le premier à proposer une identification du lieu avec un site connu par les sources anciennes est André Berthier, directeur de la circonscription archéologique de Constantine. Il affirme, dans un ouvrage synthétisant des recherches personnelles, que la bataille du fortin de la Mulucha décrite par Salluste dans son texte De bellum Iugurthinum, consacré à la guerre de Jugurtha, a eu lieu sur la Table de Jugurtha.
Dans son récit, Salluste raconte qu’après avoir massacré la population de Capsa (Gafsa) en 107 av. J.-C., le général romain Marius décide d’investir une montagne où le roi numide a mis ses trésors en sécurité. Les détails sur ce fortin abondent :

« Non loin du fleuve Mulucha, limite entre les États de Bocchus et ceux de Jugurtha, dans une plaine d’ailleurs unie, s’élevait à une hauteur prodigieuse, un énorme rocher dont le sommet était couronné par un fortin de médiocre grandeur, où l’on n’arrivait que par un sentier étroit ; tout le reste du roc était de sa nature aussi escarpé que si la main de l’homme l’eût taillé à dessein […] Ce fort, suffisamment pourvu de troupes et d’armes, renfermait beaucoup de grains et une source d’eau vive. »

Avantagés par ces défenses naturelles, les soldats numides repoussent alors toutes les offensives romaines. Après plusieurs jours de siège, le combat tourne à l’avantage des assaillants lorsqu'un soldat ligure, « sorti du camp pour chercher de l’eau du côté de la citadelle opposé à celui de l’attaque, remarque par hasard des limaçons qui rampaient dans une crevasse du rocher. Il en ramasse un, puis deux, puis davantage, et, guidé par le désir d’en trouver d’autres, il gravit insensiblement jusqu’au sommet de la montagne ». Mis au courant de cette découverte, le général romain peut envoyer des soldats prendre à revers les défenseurs qui se rendent.
La thèse de Berthier est exposée dans un ouvrage édité en mars 1950 sous le titre Le Bellum Jugurthinum de Salluste et le problème de Cirta. L’auteur récidive en 1981 dans un deuxième ouvrage La Numidie, Rome et le Maghreb où il tente de développer les conséquences de cette relocalisation du fortin de la Mulucha. Toutefois, la fragilité de sa démonstration géographique, négligeant une large partie de la documentation littéraire extérieure à Salluste, les données numismatiques et épigraphiques, sont rapidement mises en lumière par ses contemporains, notamment Gabriel Camps et Gilbert Charles-Picard, ou encore Pierre Grimal. Le raisonnement de Berthier, de par ses faiblesses et son échafaudage, ne permet pas de formuler une réelle révolution de la géographie de l'Afrique antique. En effet, l'identification de la Table de Jugurtha comme lieu et place de la bataille du fortin de la Mulucha est en contradiction avec toute la géographie antique de l'Afrique du Nord analysée et restituée entre autres par l'historien Stéphane Gsell dans sa somme sur l'Afrique romaine en 1928, lequel s'appuyait sur les récits des historiens de l'Antiquité tels que Pline l'Ancien ou Strabon.

### Nouvelles recherches

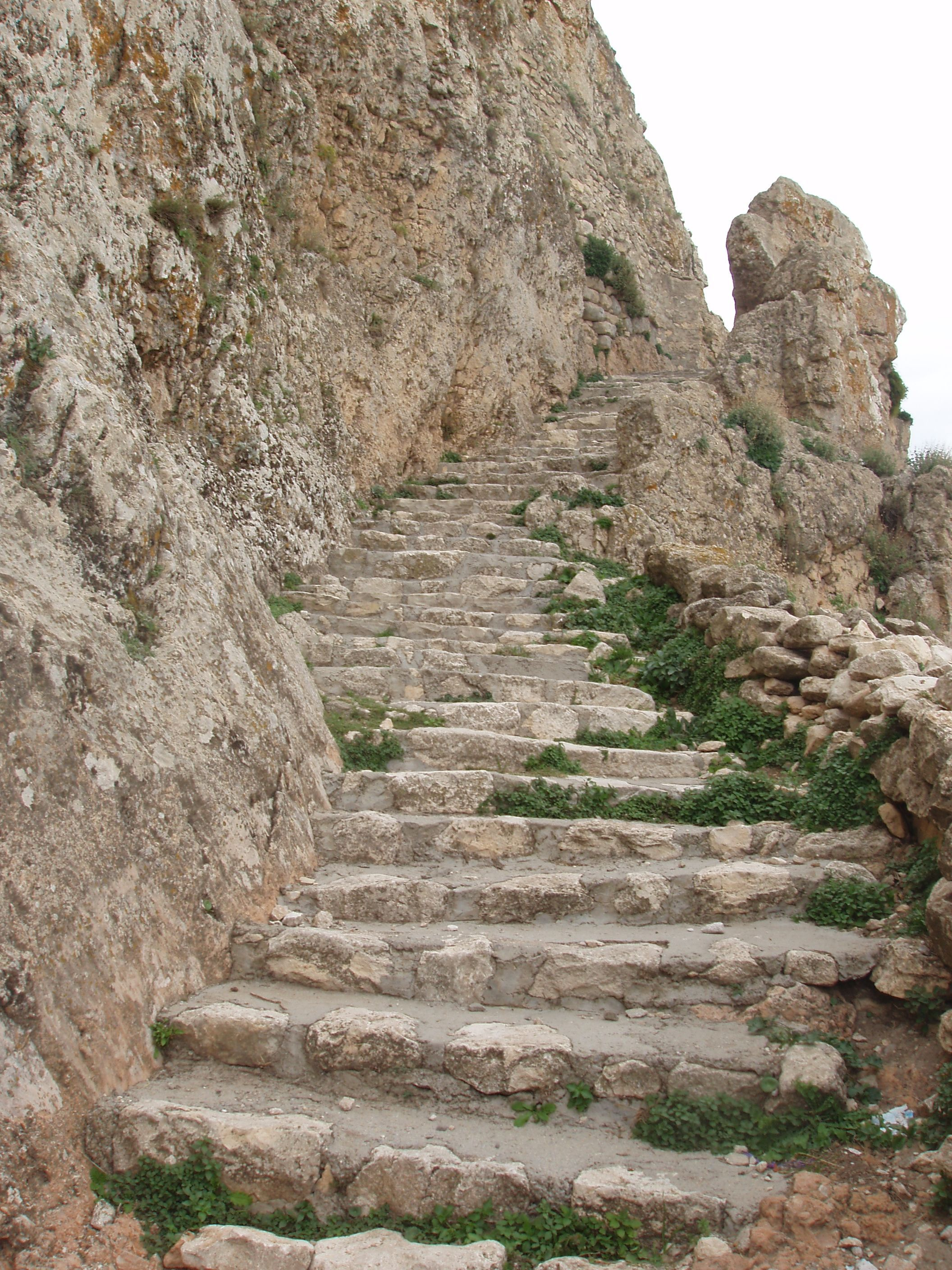
Escalier d’accès au sommet de la montagne.

Avec l’appui de la section archéologique du Centre national d'études spatiales, trois missions franco-tunisiennes, sous la conduite de Lionel Decramer, archéologue amateur, sont organisées au début des années 1990 pour tenter de valider l'hypothèse Berthier en reprenant sa lecture de Salluste.
Ils reprennent la description qu’en a faite le capitaine de Vauvineux. Au sommet, on trouverait de nombreux silos à grains taillés dans le roc. 19 citernes également taillées dans la roche assurent l’approvisionnement en eau. Une faille pouvant correspondre au "passage du Ligure" du texte de Salluste - dont on ne sait si cette anecdote est vraie, puisque relatée plusieurs décennies plus tard par une source non contemporaine des événements, Salluste étant né l'année de la mort de Marius et écrivant dans les années 40 et 30 avant notre ère - est retrouvée au fond d’une crevasse humide où les escargots abondent. Cet accès se trouve du côté opposé à l’escalier et près du chemin qui permet d’accéder aux sources voisines, en écho avec l'affirmation de Salluste quant à la corvée d’eau qu’effectuait le Ligure quand il fit sa découverte. Enfin, des emplacements possibles - mais non vérifiés - de camps romains sont supposés aux alentours de la table, dans l'attente de fouilles et de prospections pédestres,.

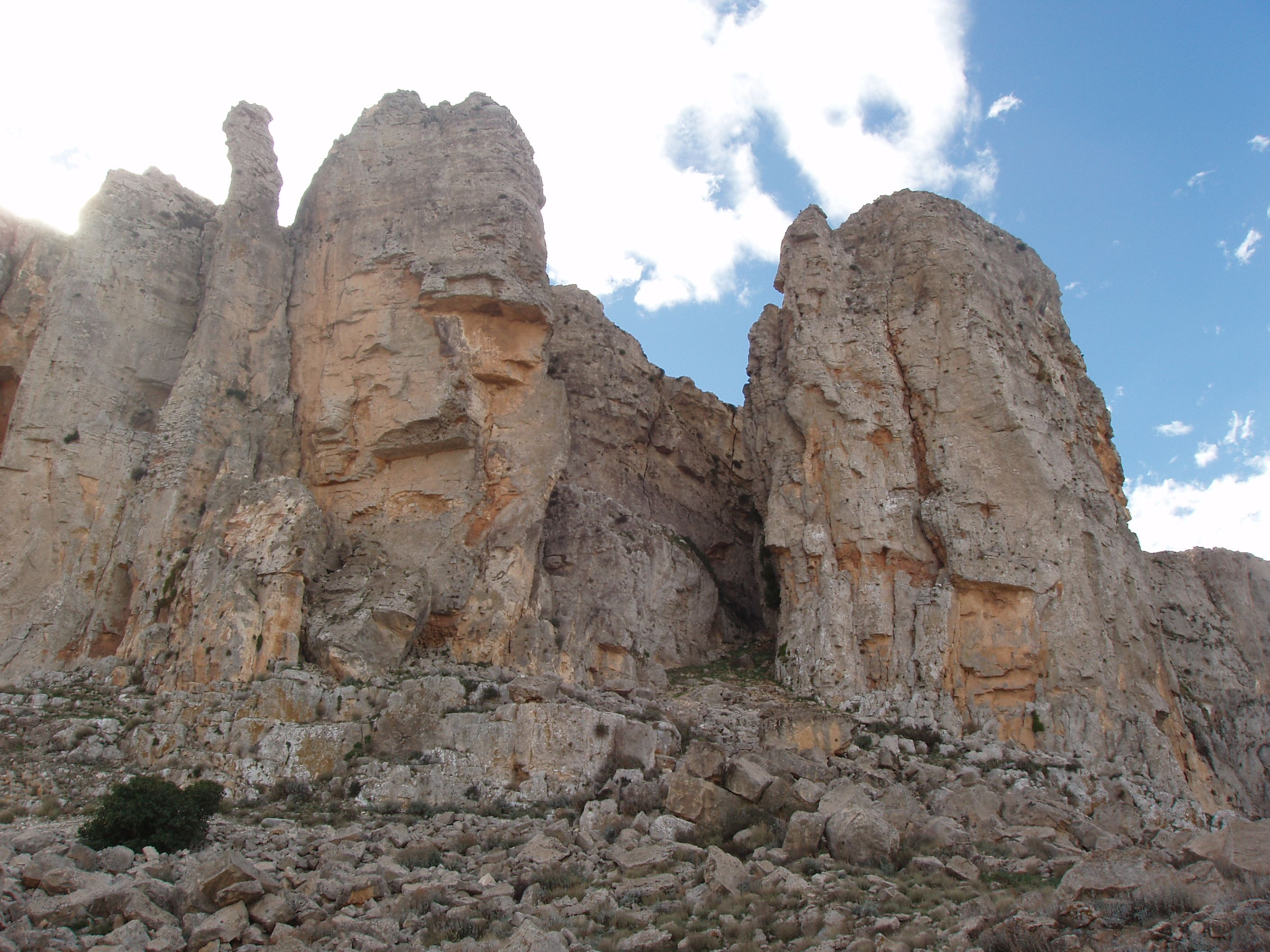
Faille du Ligure.

En 2001, dans une communication consacrée à Kalaat Senan, Ahmed M’Charek, historien à l’université de Tunis, y voit l’emplacement « probable » d'un champ de bataille de la guerre de Jugurtha, sans pour autant l'identifier comme le fortin de la Mulucha. La presse algérienne s’en fait également l’écho en faisant connaître les travaux de Berthier et Decramer sur la Table de Jugurtha. Néanmoins, cette thèse, invalidée dès les années 50 par les contemporains de Berthier, ne rencontre pas l'écho positif espéré. En 2011 Monique Dondin-Payre, directrice de recherches au Centre national de la recherche scientifique, souligne les potentiels enjeux idéologiques qui graviteraient autour de la définition des frontières antiques des royaumes de l'Afrique du Nord préromaine :
« Il ne s’agirait que d’un banal problème de coïncidence entre textes antiques et topographie, si cette question n’était devenue un enjeu idéologique parce que la frontière entre l'Algérie et la Tunisie est contestée, notamment parce qu’elle ne correspond pas à la limite entre les provinces romaines. Les autorités françaises sont soupçonnées d’avoir entravé la diffusion de la vérité à propos de la table de Jugurtha parce que situer la capitale numide à Cirta-Constantine renforçait l’équivalence Algérie/Numidie antique mieux que Cirta Nova Sicca-Le Kef en Tunisie, et parce qu’une campagne de Marius englobant toute l’Afrique du Nord, du Maroc à la Tunisie, validait la continuité de leur propre empire. Pourquoi la correction n’a-t-elle pas été faite depuis l’indépendance ? Parce que la question berbère est un problème politique pour les deux pays, que les berbères algériens, plus nombreux qu’en Tunisie, ne verraient pas d’un bon œil que la capitale et le lieu mythiques de la résistance du roi numide Jugurtha, symbole de l’authenticité indigène, leur soient enlevés pour être transférés en Tunisie. »
Un circuit touristique autour de Kalaat Senan, « Sur les traces de Jugurtha », a depuis été créé pour mettre en valeur les lieux marquants du siège supposé. C’est également l’angle qu’a choisi le ministère tunisien des Affaires culturelles pour appuyer la proposition de classement du site par l’Unesco,.

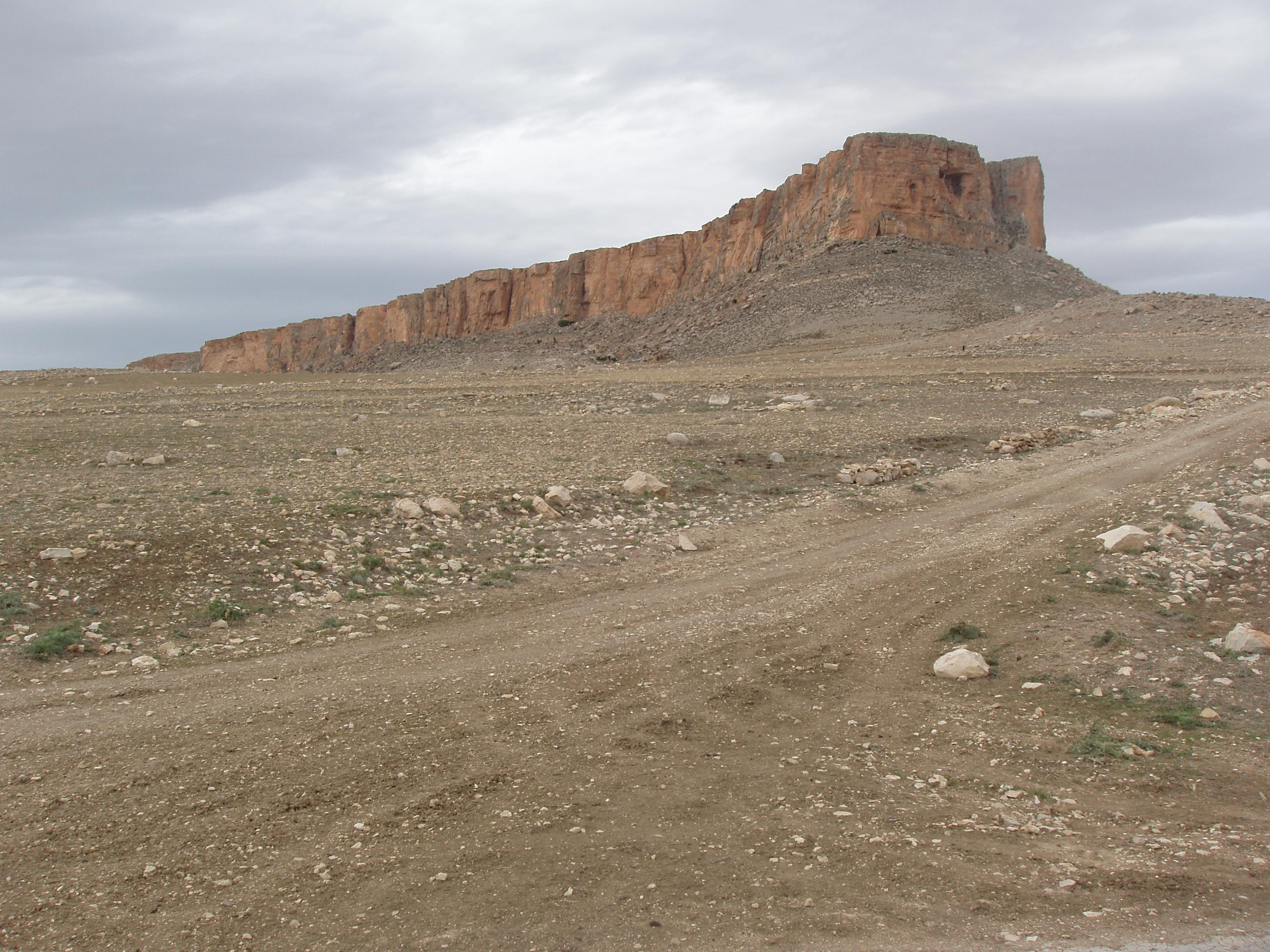
Vue de la Table depuis la route d'accès.
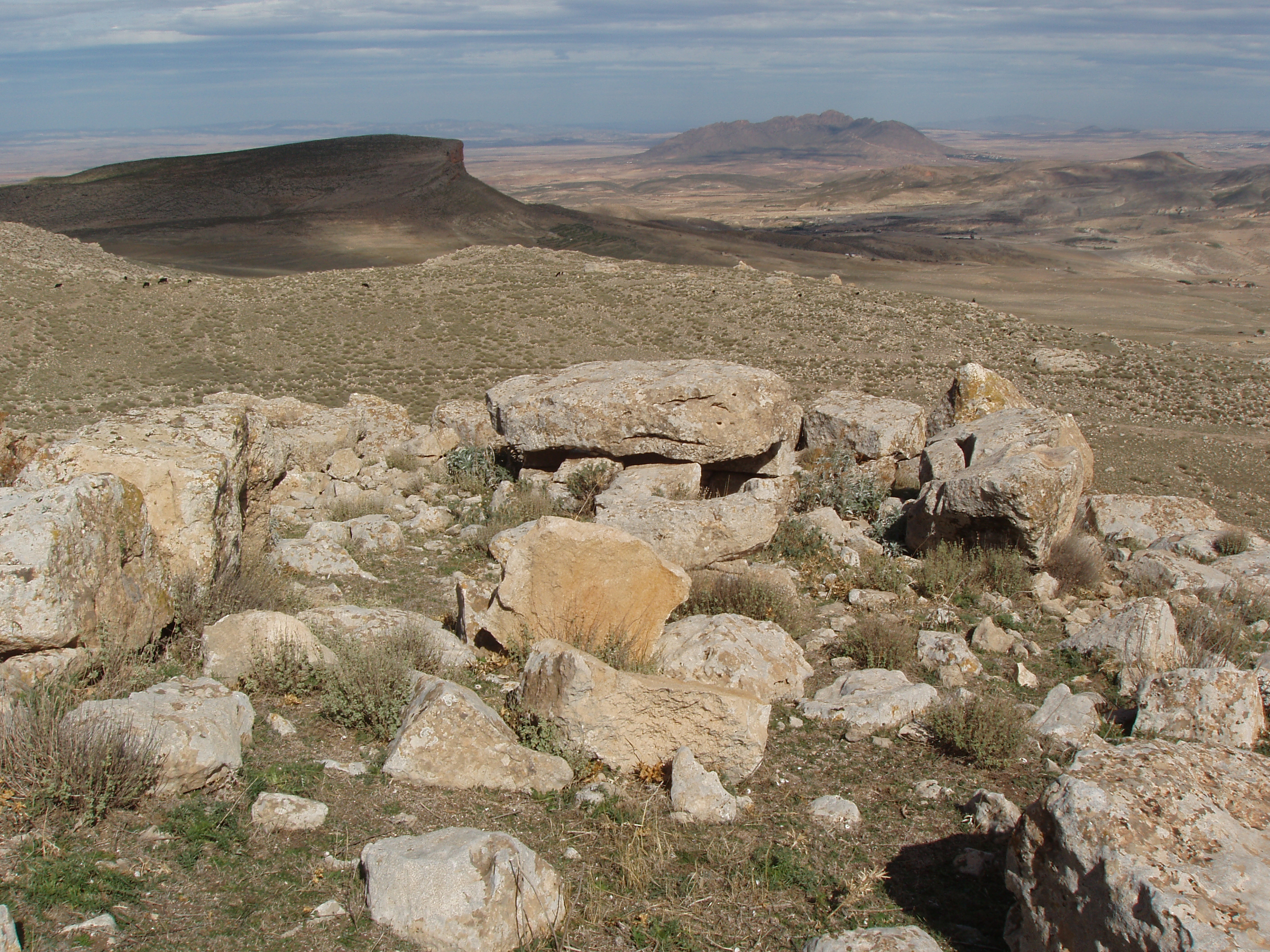
Dolmen au pied de la Table.
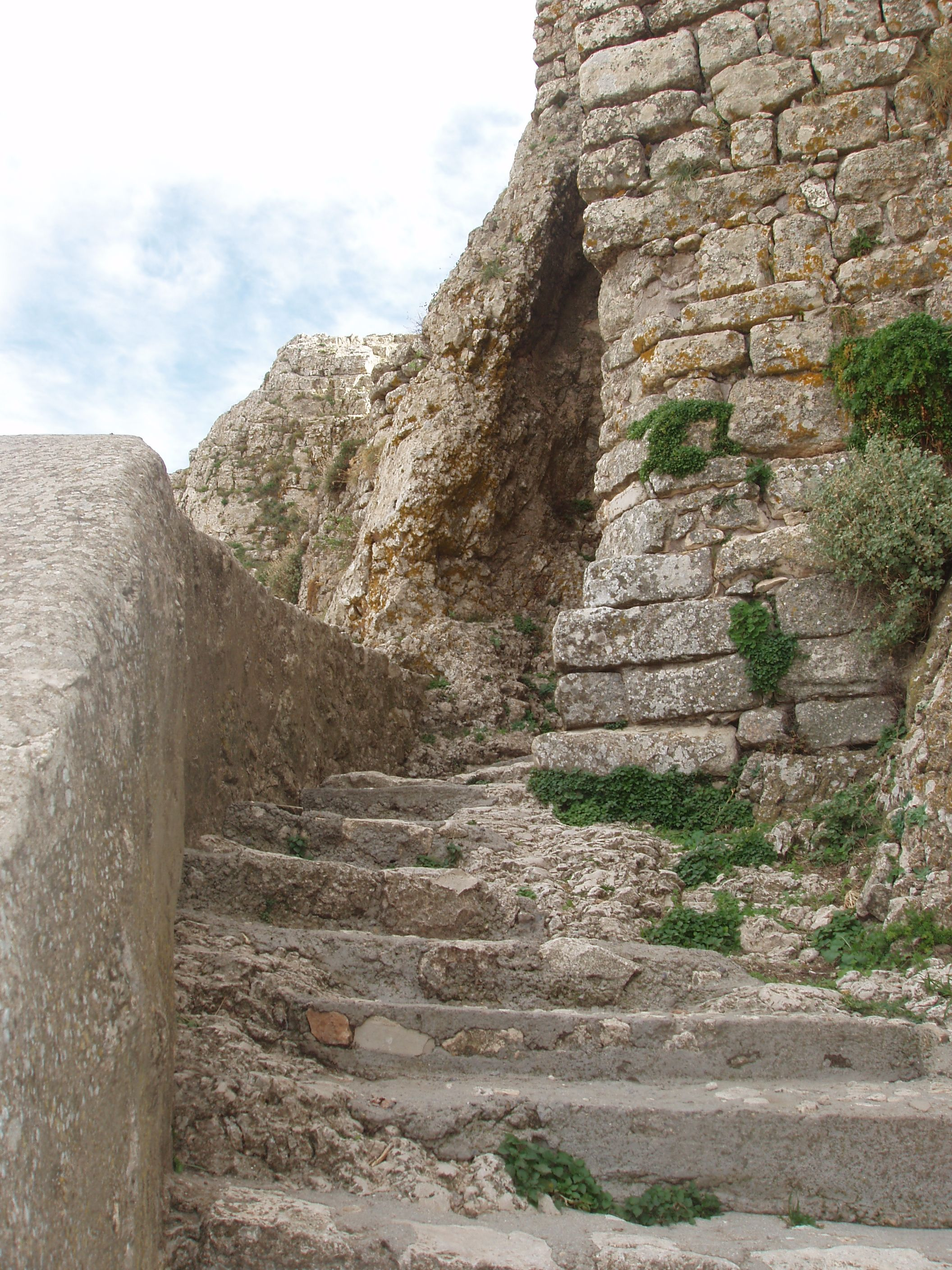
Tour de défense de l’escalier.
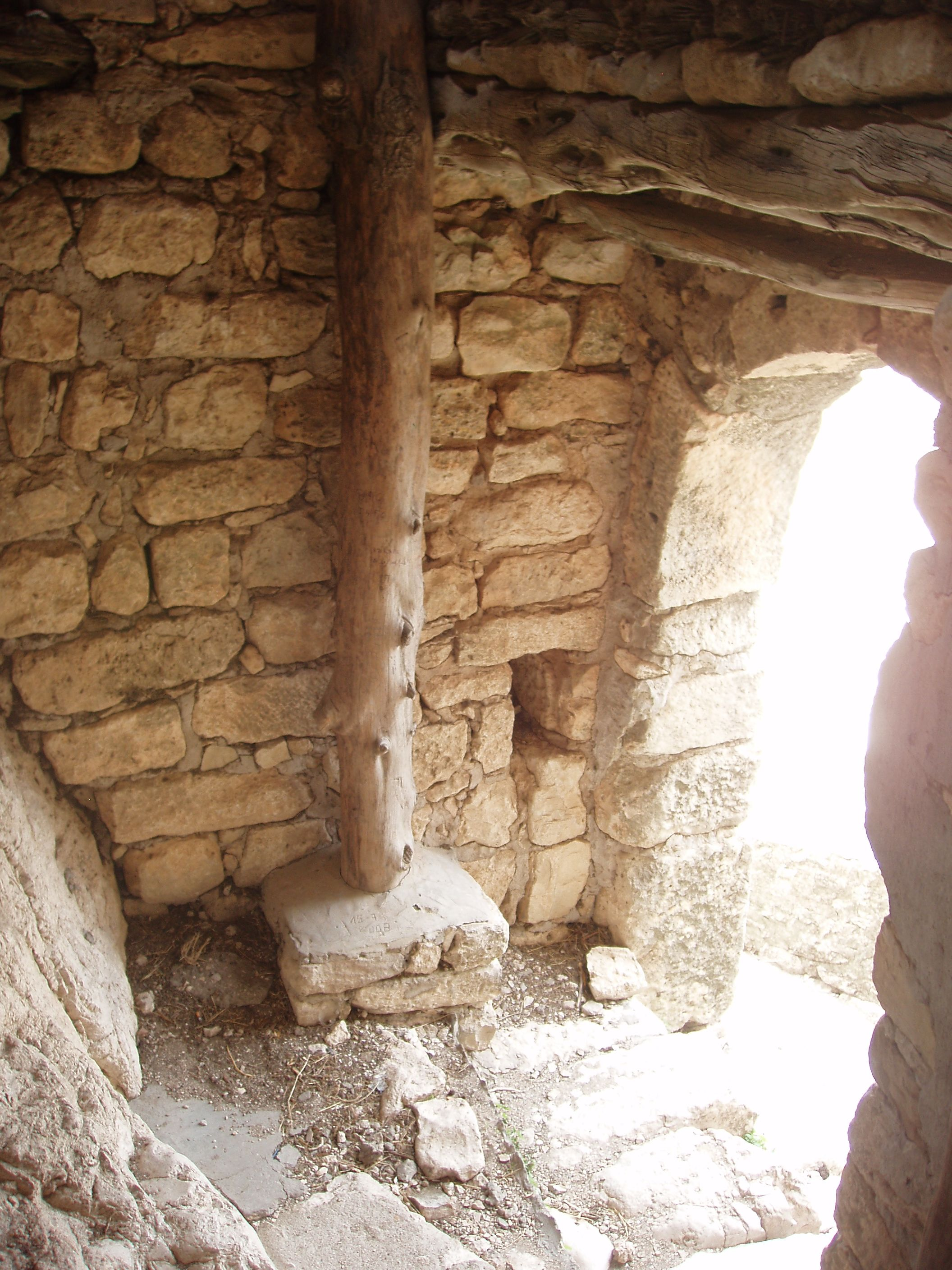
Intérieur de la tour de défense.
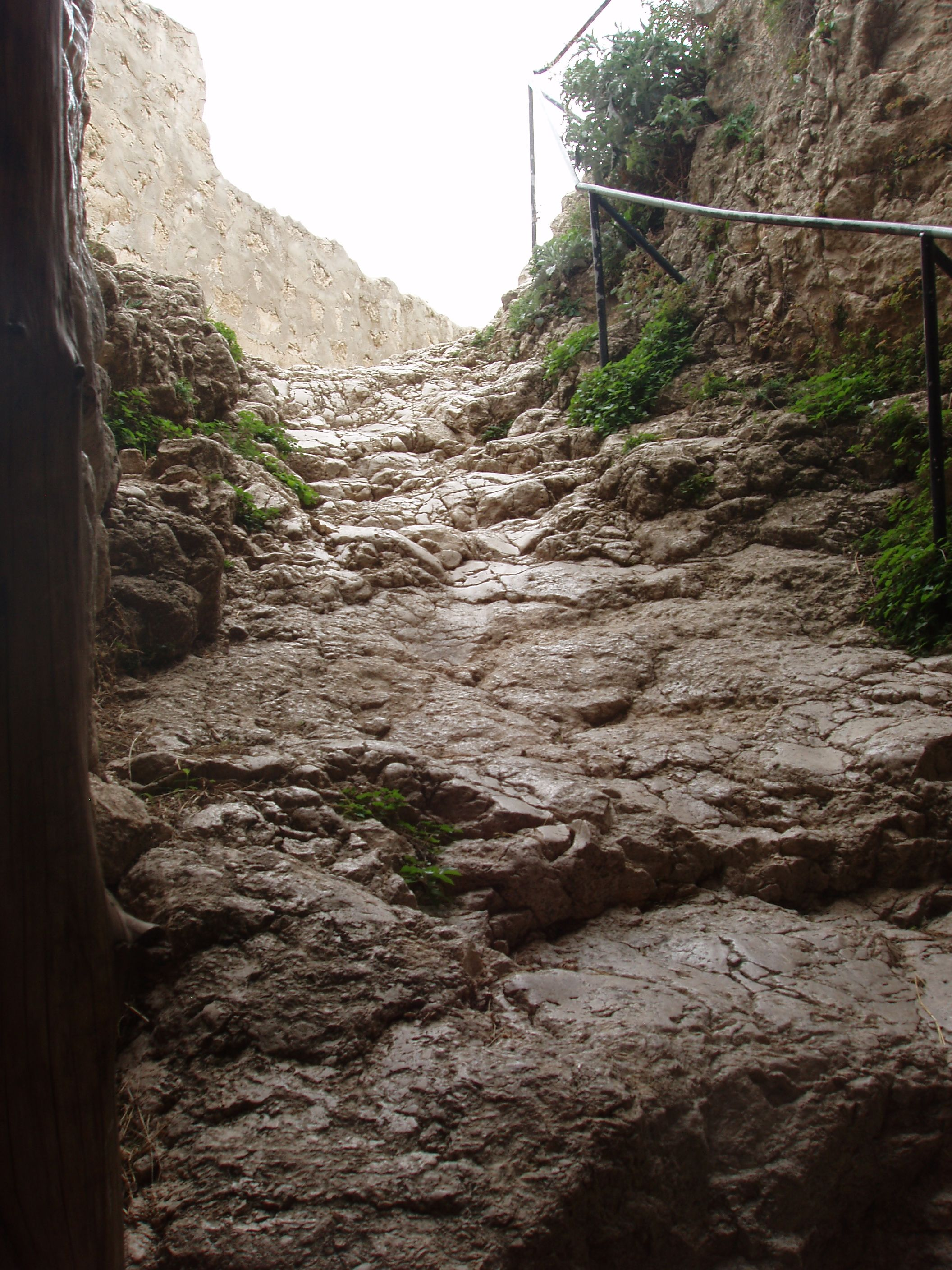
Sommet de l’escalier.
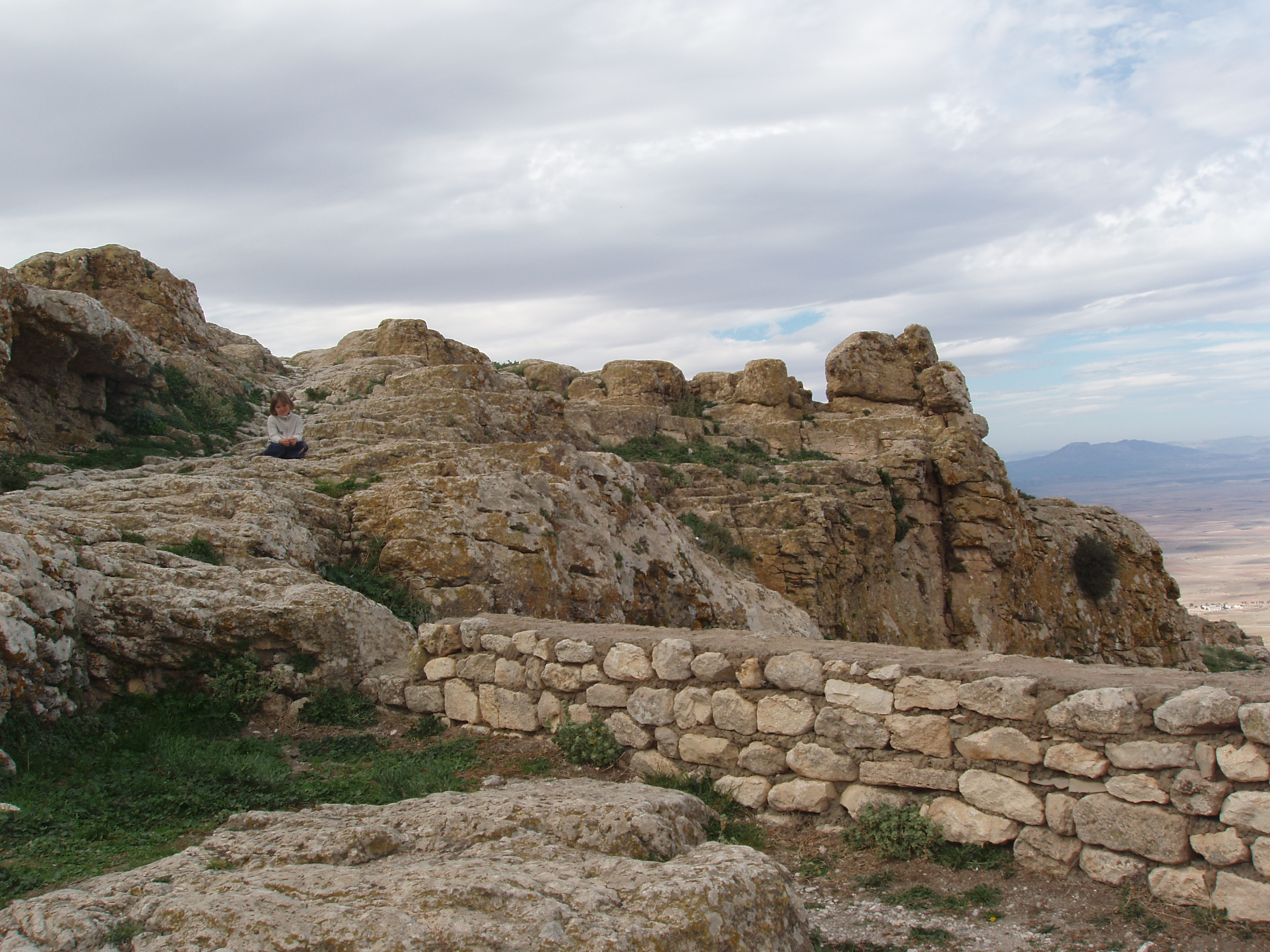
Plateforme d’accès.
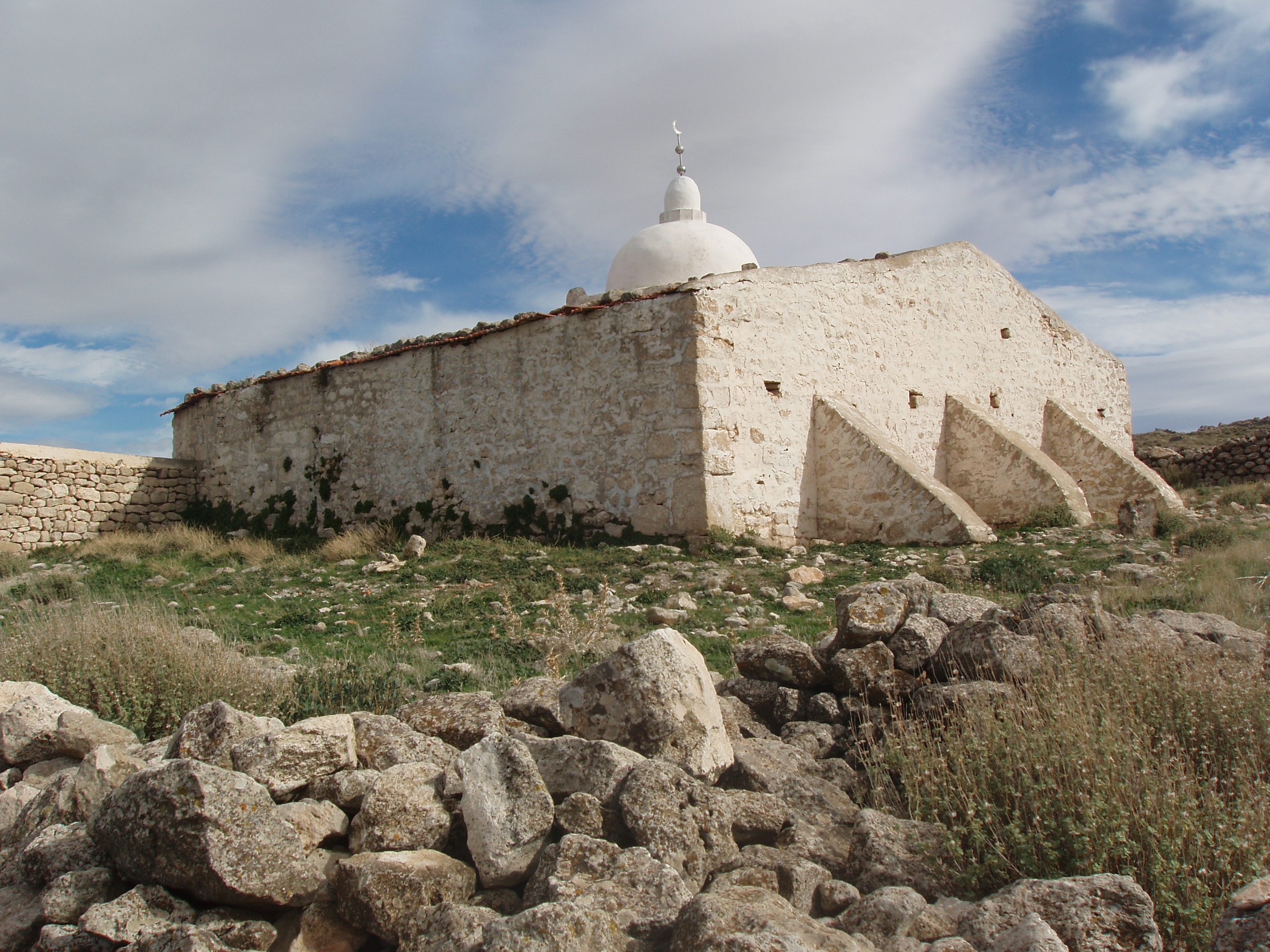
Mosquée Sidi Abdel Djaoued.
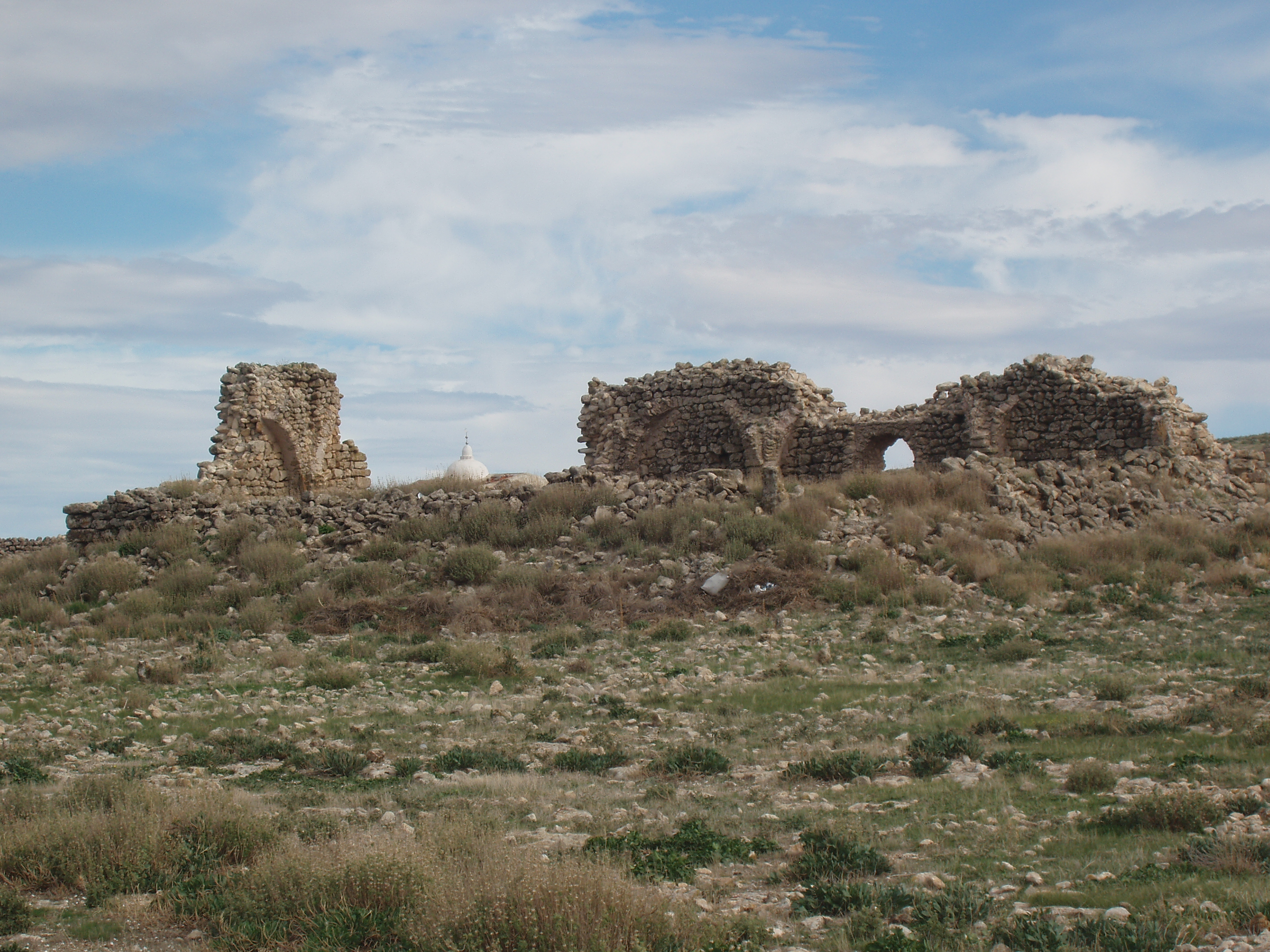
Édifices en ruines près de la mosquée.
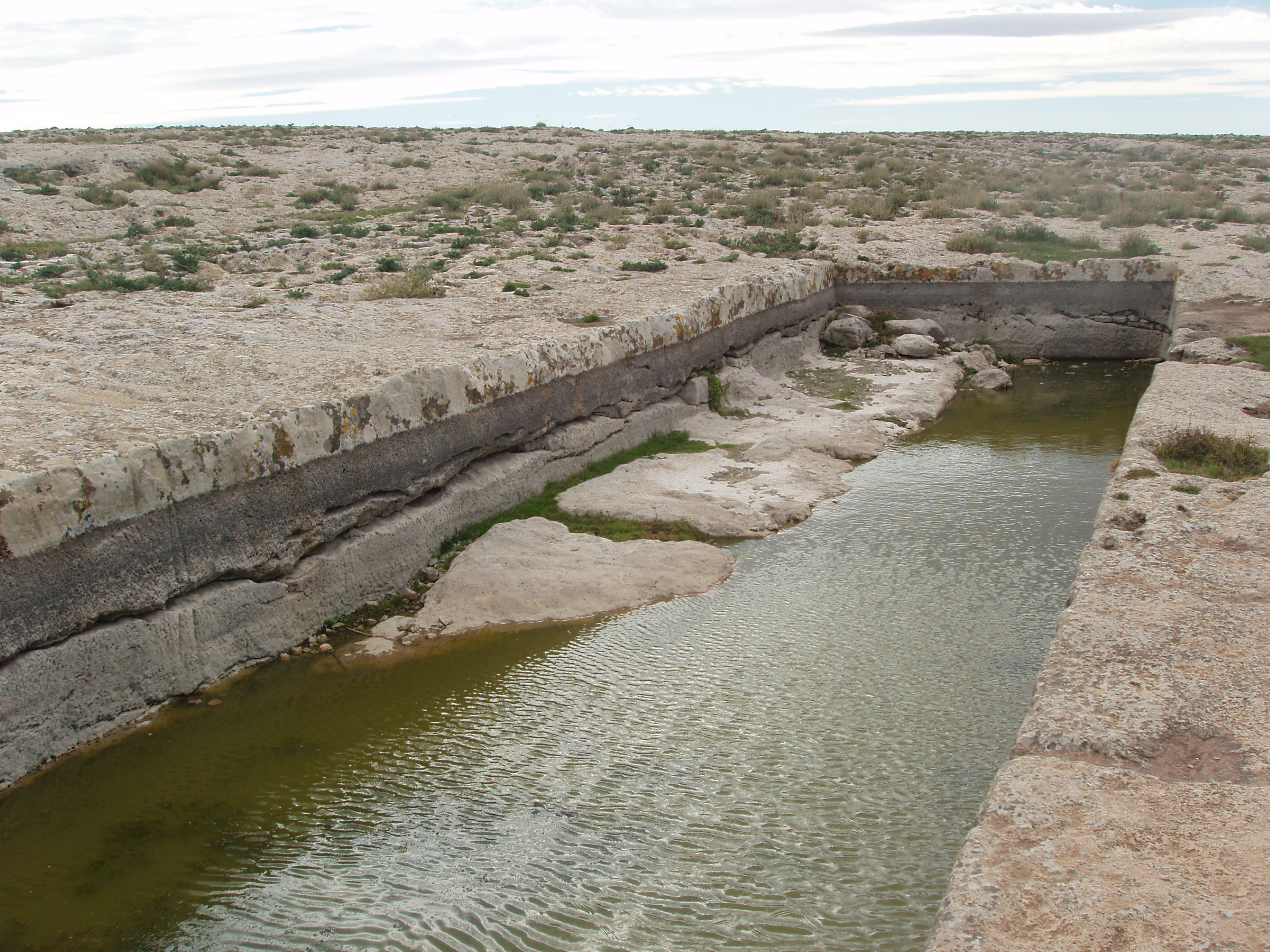
Citerne de recueil d’eaux pluviales.
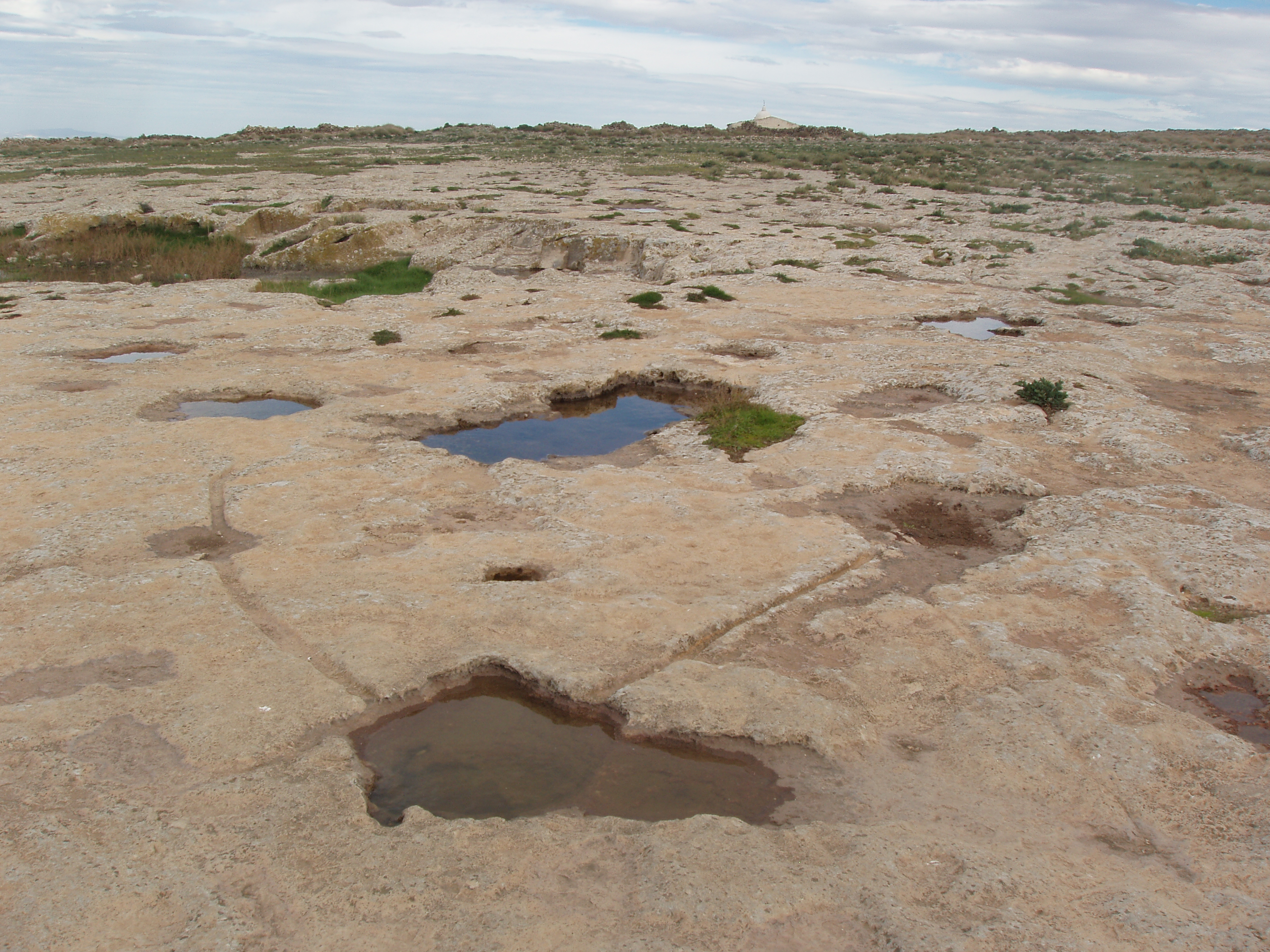
Rigoles de remplissage des citernes.